# 禿格
秃格（蒙古语转写：Tüge），汉文史料《元朝秘史》称其为禿格或統格（Töngge），13世纪初蒙古帝国的札剌亦兒部千户长。

## 生平
据《元朝秘史》记载，1196年成吉思汗攻灭主儿勤部时，秃格随父亲赤老温恺赤、弟弟合失归附成吉思汗。1206年蒙古帝国建国时，秃格被封为千户长，位列《元朝秘史》功臣表第10位。其子不吉歹曾任成吉思汗第二班亲卫队（怯薛）之长，但其后代记载缺失。

## 家族
其子不吉歹，1206年成吉思汗整顿亲卫队制度时，任第二班箭筒士长官，与也孙帖额、豁儿忽答黑、剌卜剌合等并列，其中也孙帖额为总负责人，不吉歹任副官，所率箭筒士称“大箭筒士”。1229年窝阔台即位后，不吉歹与也孙帖额留任，继续担任近臣。因后来也孙帖额在蒙哥即位后的政变频被肃清，且秃格家族无其他记载，推测不吉歹可能一同被处决。执行肃清的忙哥撒儿是秃格的侄孙，为蒙哥的首席家臣。
家族世系
- 祖父：帖列格秃·伯颜
  - 伯父：孔溫窟哇（古温·兀阿）
    - 堂兄：木华黎
    - 堂兄：不合
      - 堂侄：忙哥
        - 堂侄孙：塔塔儿台

    - 堂兄：带孙
      - 堂侄：秃满带
        - 堂侄孙：忽图鲁

  - 父：赤老温愷赤（Čila'un Qayiči）
    - 秃格（Tüge）
      - 子：不吉歹（Bügidei）

    - 弟：合失（Qaši ）
    - 弟：搠阿（Čo'a）
      - 侄：那海（Noqai ）
        - 侄孙：忙哥撒儿（Möngkeser，منكاسار/Munkāsār），大断事官
          - 侄曾孙：脱欢（Toγon），万户，無子
          - 侄曾孙：脱儿赤（Dorǰi）
            - 侄玄孙：明礼帖木儿（Mengli Temür），翰林学士承旨，征乃颜有功
              - 咬住
                - 也先，延徽寺卿

          - 侄曾孙：也先帖木儿（Esen Temür）
            - 侄玄孙：哈剌合孫（Qarγasun ）

          - 侄曾孙：帖木儿不花（Temür buqa）
            - 侄玄孙：塔朮納
            - 侄玄孙：哈里哈孫
            - 侄玄孙：伯答沙（Pādišāh），中書右丞相

          - 侄曾孙：Hinduqur（hindūqūr/هندقور）

  - 叔父：者卜客